# 姚欣
姚欣（1980年12月20日—），河南郑州人，中国企业家、上海聚力传媒技术有限公司总裁和董事长。早年他在李翀的支持下启动了PPlive网络电视项目。

## 生平
1997年和1998年连续两年荣获全国青少年计算机奥林匹克竞赛河南省一等奖。2003年，姚欣获得了IBM“优秀中国大学生”奖学金，被保送至华中科技大学。2004年年底，姚欣申请休学创业，于2005年4月创立了上海聚力传媒技术有限公司。

## 荣誉
年度中国互联网新营销先锋人物奖、十大年度人物等荣誉。